# Wahlkreis Chemnitz III
Der Wahlkreis Chemnitz III war ein Landtagswahlkreis zur Landtagswahl in Sachsen 1990, der ersten Landtagswahl nach der Wiedergründung des Landes Sachsen. Er hatte die Wahlkreisnummer 61. Für die Landtagswahlen 1994 wurde auch infolge der Kreisreform die Wahlkreisstruktur verändert, zudem wurde die Zahl der Wahlkreise von 80 auf 60 verringert. Das Gebiet des Wahlkreises Chemnitz III wurde Teil einer der vier Wahlkreise auf Chemnitzer Stadtgebiet.
Das Wahlkreisgebiet umfasste Teile des Stadtbezirkes West mit den Stimmbezirken 400 bis 484.

## Ergebnisse
Die Landtagswahl 1990 fand am 14. Oktober 1990 statt und hatte folgendes Ergebnis für den Wahlkreis Chemnitz III:
| Direktkandidat        | Partei (Kürzel) | Erststimmen (%) | Zweitstimmen (%) |
| --------------------- | --------------- | --------------- | ---------------- |
|                       | DA              | -               | 00,5             |
| Klaus-Dieter Kühnrich | CDU             | 47,2            | 48,2             |
|                       | Chr. L          | -               | 00,6             |
|                       | DBU             | -               | 00,4             |
|                       | DSU             | 03,7            | 02,9             |
|                       | F.D.P.          | 07,8            | 06,4             |
|                       | LL-PDS          | 13,2            | 13,2             |
|                       | NPD             | -               | 00,7             |
|                       | FORUM           | 08,6            | 06,5             |
|                       | RAP             | -               | 00,1             |
|                       | SHB             | -               | 00,1             |
|                       | SPD             | 19,6            | 20,5             |

Es waren 42.065 Personen wahlberechtigt. Die Wahlbeteiligung lag bei 73,0 %. Von den abgegebenen Stimmen waren 1,6 % ungültig. Als Direktkandidat wurde Klaus-Dieter Kühnrich (CDU) mit 47,2 % aller gültigen Stimmen gewählt.